# Avilla (Arkansas)
Avilla es un lugar designado por el censo ubicado en el condado de Saline en el estado estadounidense de Arkansas. En el Censo de 2010 tenía una población de 896 habitantes y una densidad poblacional de 58,94 personas por km².

## Geografía
Avilla se encuentra ubicado en las coordenadas 34°41′39″N 92°35′10″O / 34.69417, -92.58611. Según la Oficina del Censo de los Estados Unidos, Avilla tiene una superficie total de 15.2 km², de la cual 15.16 km² corresponden a tierra firme y (0.26%) 0.04 km² es agua.

## Demografía
Según el censo de 2010, había 896 personas residiendo en Avilla. La densidad de población era de 58,94 hab./km². De los 896 habitantes, Avilla estaba compuesto por el 94.75% blancos, el 2.34% eran afroamericanos, el 0.45% eran amerindios, el 0.45% eran asiáticos, el 0% eran isleños del Pacífico, el 0.67% eran de otras razas y el 1.34% pertenecían a dos o más razas. Del total de la población el 1.23% eran hispanos o latinos de cualquier raza.